# BKV 100 osztály
A BKV 100 kilenc motoros folyami átkelőhajóból álló hajóosztály, melynek egységeit az MHD Balatonfüredi Gyáregysége építette a BKV megrendelésére 1982–1986 között. Azóta a hajók mind tulajdonoshoz kerültek, de máig a BKV-nál dolgoznak mint dunai átkelőhajók. Két különböző típus épült belőlük: a H-01-ből kettő, a H-02-ből pedig hét darab készült.

## Története

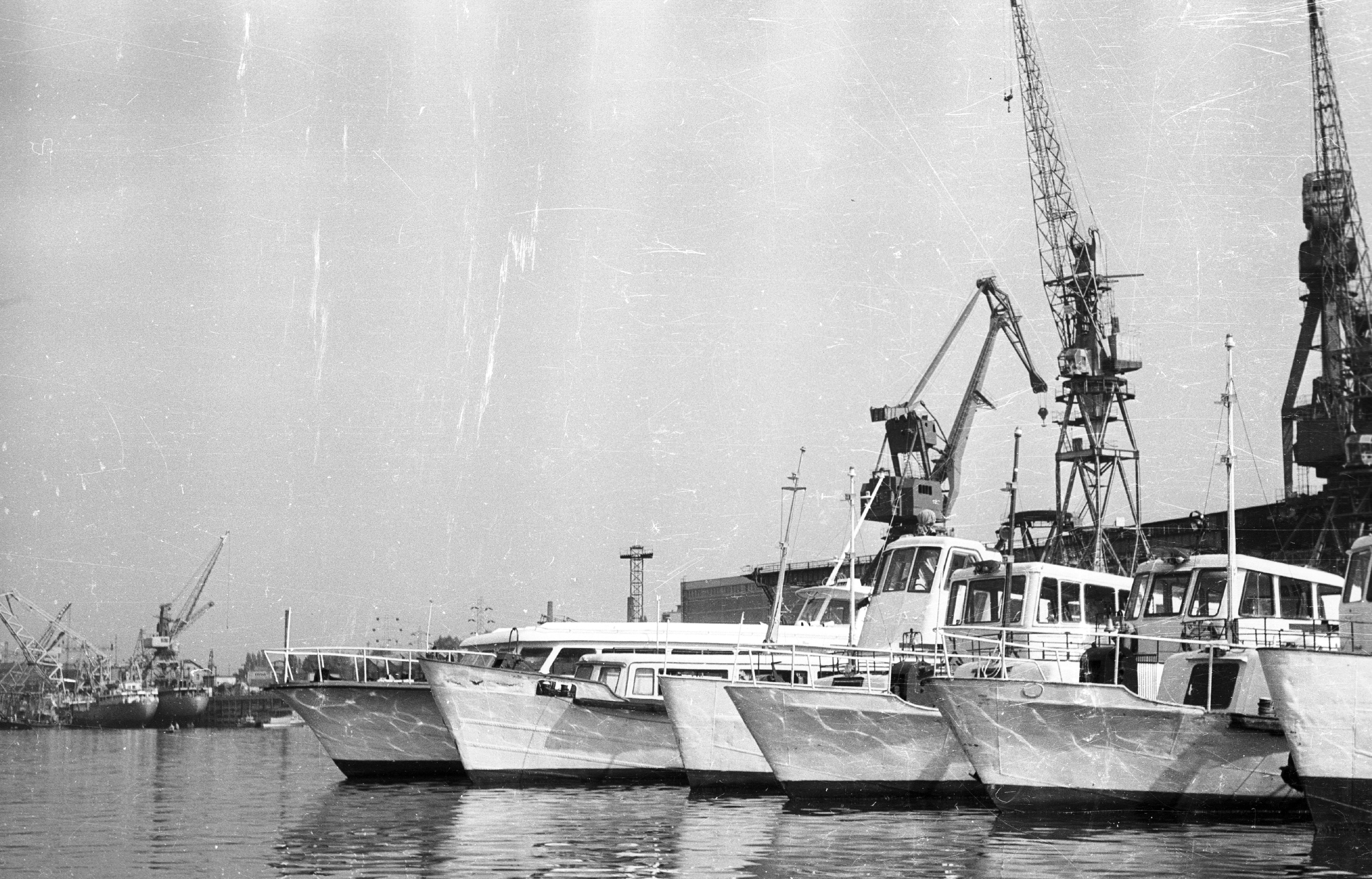
Az eredeti Tápé 100 osztályú hajók az Újpesti-öbölben

A kilenc hajó közül hét a Disney Hófehérke és a hét törpe című 1937-es rajzfilmjében szereplő hét törpe után kapták eredeti nevüket, de azóta már mindegyiket átnevezték.
A BKV hajóflottája eredetileg 10 darab Tápé 100 osztályú (Szende, Szundi, Tudor, Vidor, Kuka, Morgó, Hapci, Jancsi, Juliska, Bendegúz) átkelőhajóból állt, melyeket 1957-1959 között építettek Tápén és Visegrádon. Valamint hozzá tartozott még három darab Mohács 130 osztályú átkelőhajó is, (Iluska, János Vitéz, Piroska) melyeket Mohácson építettek 1955-1966 között. Ezek a hajók szintén mesehősökről kapták a nevüket.
A BKV 100 azonban eredetileg nem is dunai átkelőhajónak, hanem tengeri kikötői rendezőhajónak készült, de egy bizonyos konstrukciós hiba miatt a megrendelő nem vette át az elkészült példányokat. Ezt végül a BKV tette meg helyette, így 1982-ben kivonta a forgalomból a Tápé 100, és a Mohács 130 hajókat. A Tápé hajók nagy részét Balatonfüreden szétbontották, így mindössze 4 létezik belőle jelenleg.
A BKV 100 osztályú hajókból két típus létezik: a kisebb teljesítményű H-01-es, (2 darab) és a legtöbbször használt H-02-es (7 darab).
Elsőként a H-02-es típusú Tudor (most Szent Kristóf) készült el 1982-ben,  utolsóként pedig a Szende (ma Szent Gellért) nevű H-02-es 1986-ban.
2012-2020 között a BKK hajójáratain leggyakrabban a D12-es, és a D2-es vonalon közlekedtek. A magáncégek kezelésében üzemelő példányok városnéző sétahajóként a fővárosi turizmust szolgálják tovább.

## A hajók

### H-01-es típus

#### Tabán
- ENI-szám: 8601486
- MMSI: 243070520
- Hívójel: HGET
- Tulajdonos: Panoráma Deck Kft.[11][12]

#### Kék Duna
- ENI-szám: 8601487
- MMSI: 243070423
- Hívójel: HGDW
- Tulajdonos: Duna Monarchia Kft.[13][14]

### H-02-es típus

#### Szent Kristóf(korábbanTudor)
- ENI-szám: 8601484
- MMSI: 243070326
- Hívójel: HGCZ
- Tulajdonos: Armada Hajózási Kft.[15][16]

#### Szentendre II.(korábbanSzentendreésVidor)
- ENI-szám: 8601623
- MMSI: 24070619
- Hívójel: HGFS
- Tulajdonos: Panoráma Deck Kft.[17][18][19]

#### Onyx(korábbanLeányfalu,Szent IstvánésHapci)
- ENI-szám: 8601369
- MMSI: 243071221
- Hívójel: HGLU
- Tulajdonos: Duna-Weser Kft.[20][21]

#### Várhegy(korábbanMorgó)
- ENI-szám: 8601485
- MMSI: 243070514
- Hívójel: HGEN
- Tulajdonos: Duna Weser Kft.[22]

#### Hungária(korábbanKuka)
- ENI-szám: 8601481
- MMSI: 243070517
- Hívójel: HGEQ
- Tulajdonos: Rubinhajó Bt.[23]

#### Lánchíd(korábbanSzundi)
- ENI-szám: 8601482
- MMSI: 243070522
- Hívójel: HGEV
- Tulajdonos: Panoráma Deck Kft.[11][24]

#### Szent Gellért(korábbanSzende)
- ENI-szám: 8601483
- MMSI: 243071907
- Hívójel: HGSG
- Tulajdonos: Eurama Kft.[9][25][26]

## Képek

### H-01

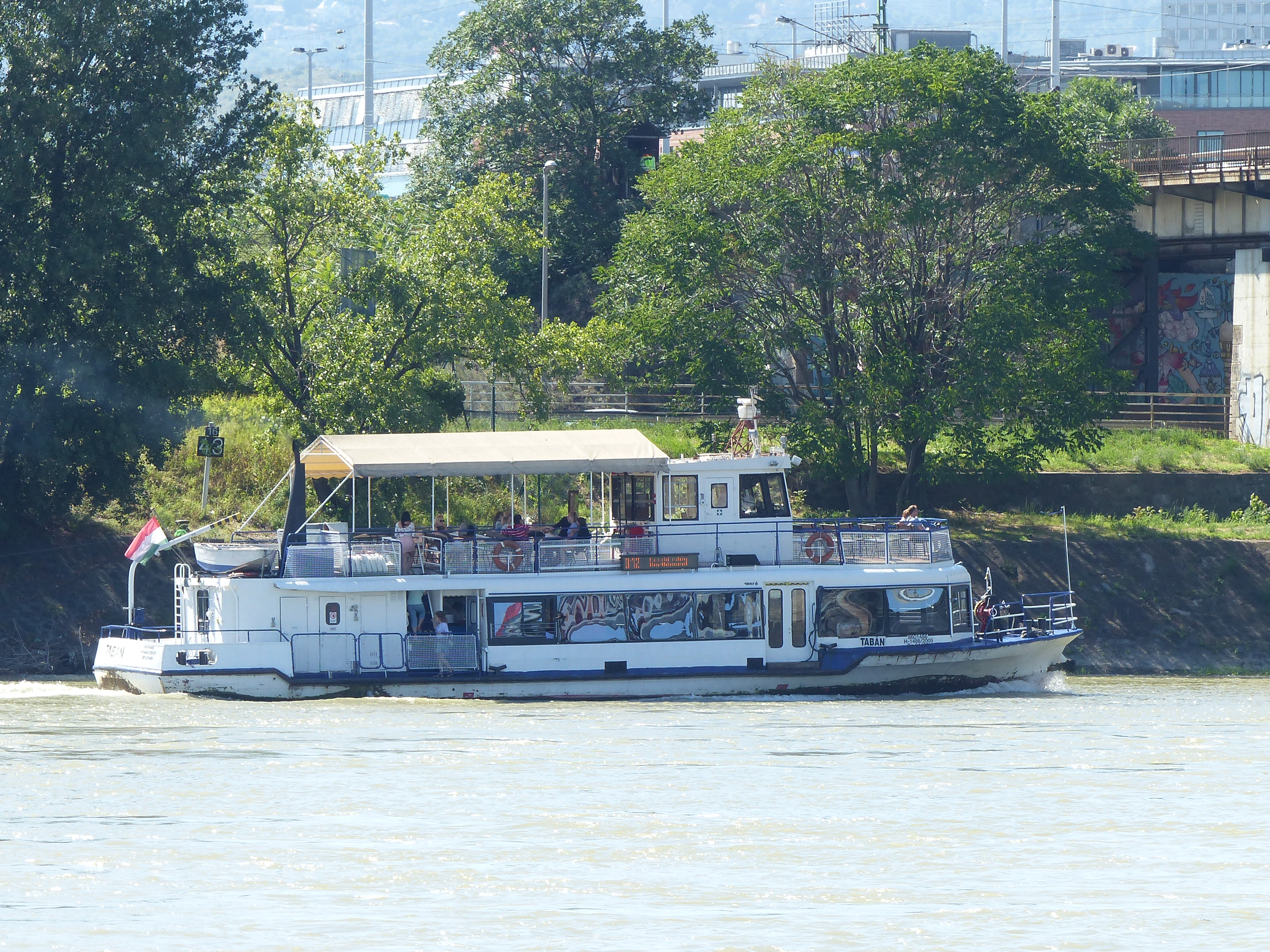
Tabán
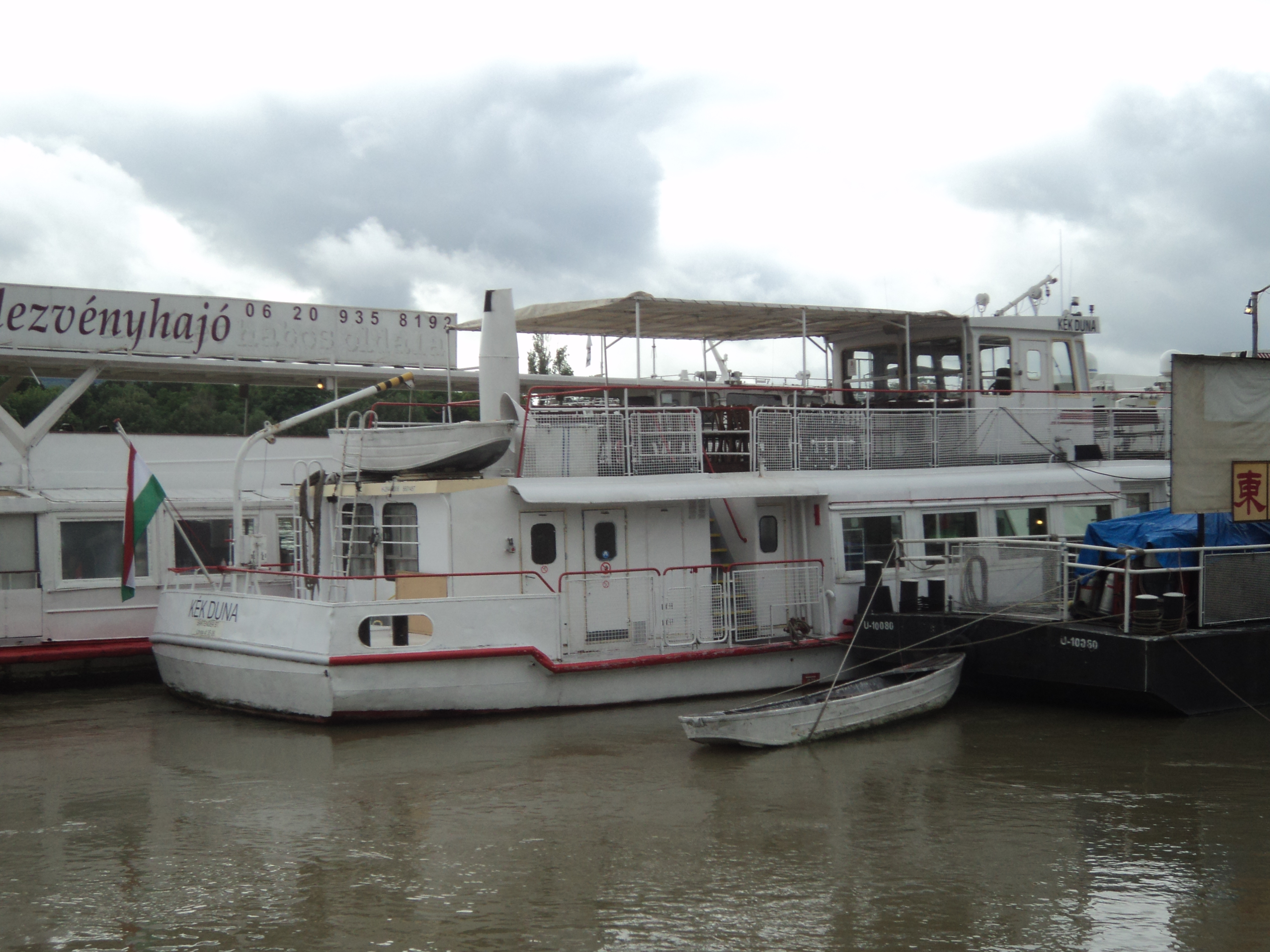
Kék Duna

### H-02

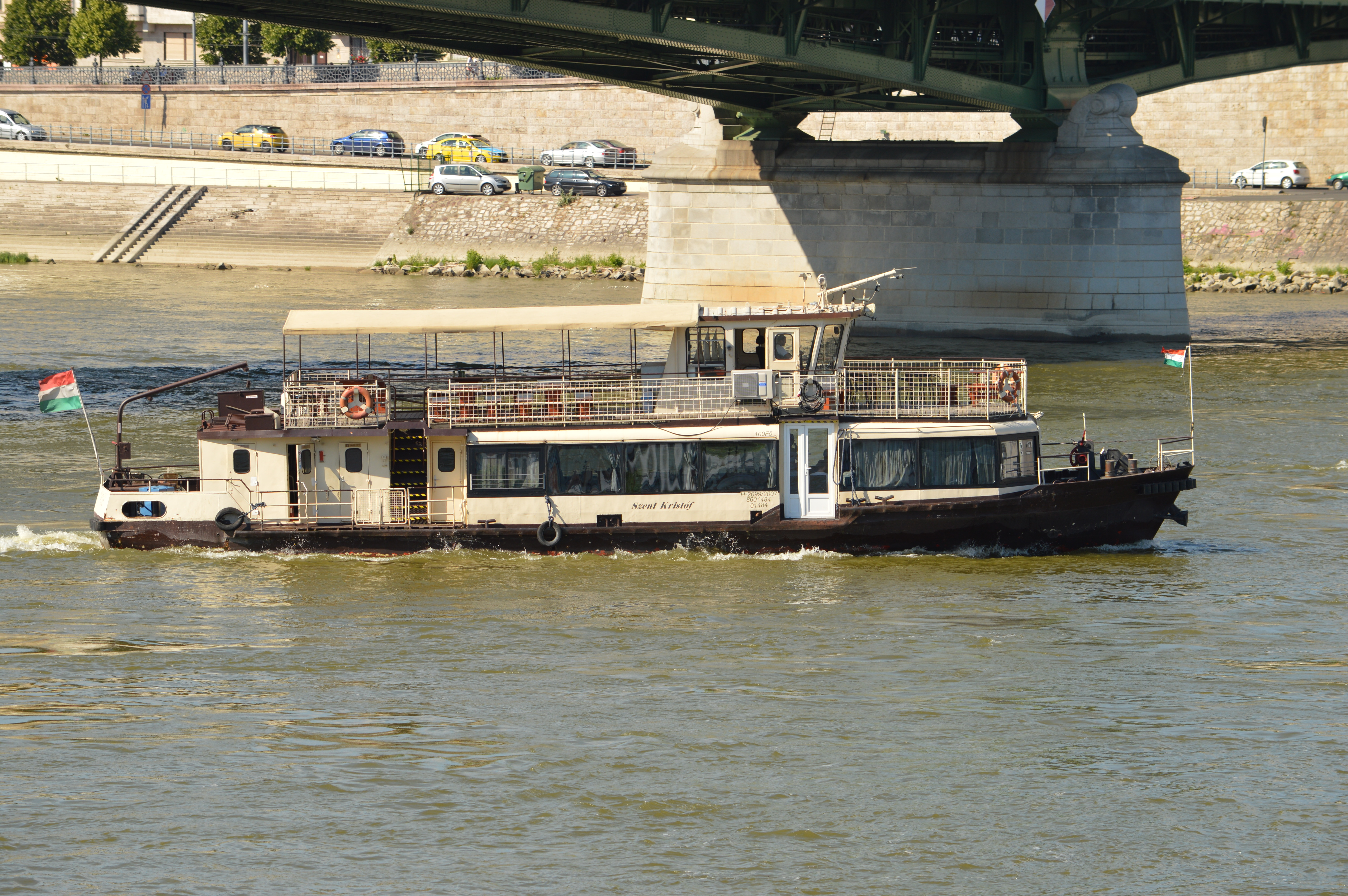
Szent Kristóf, 2017
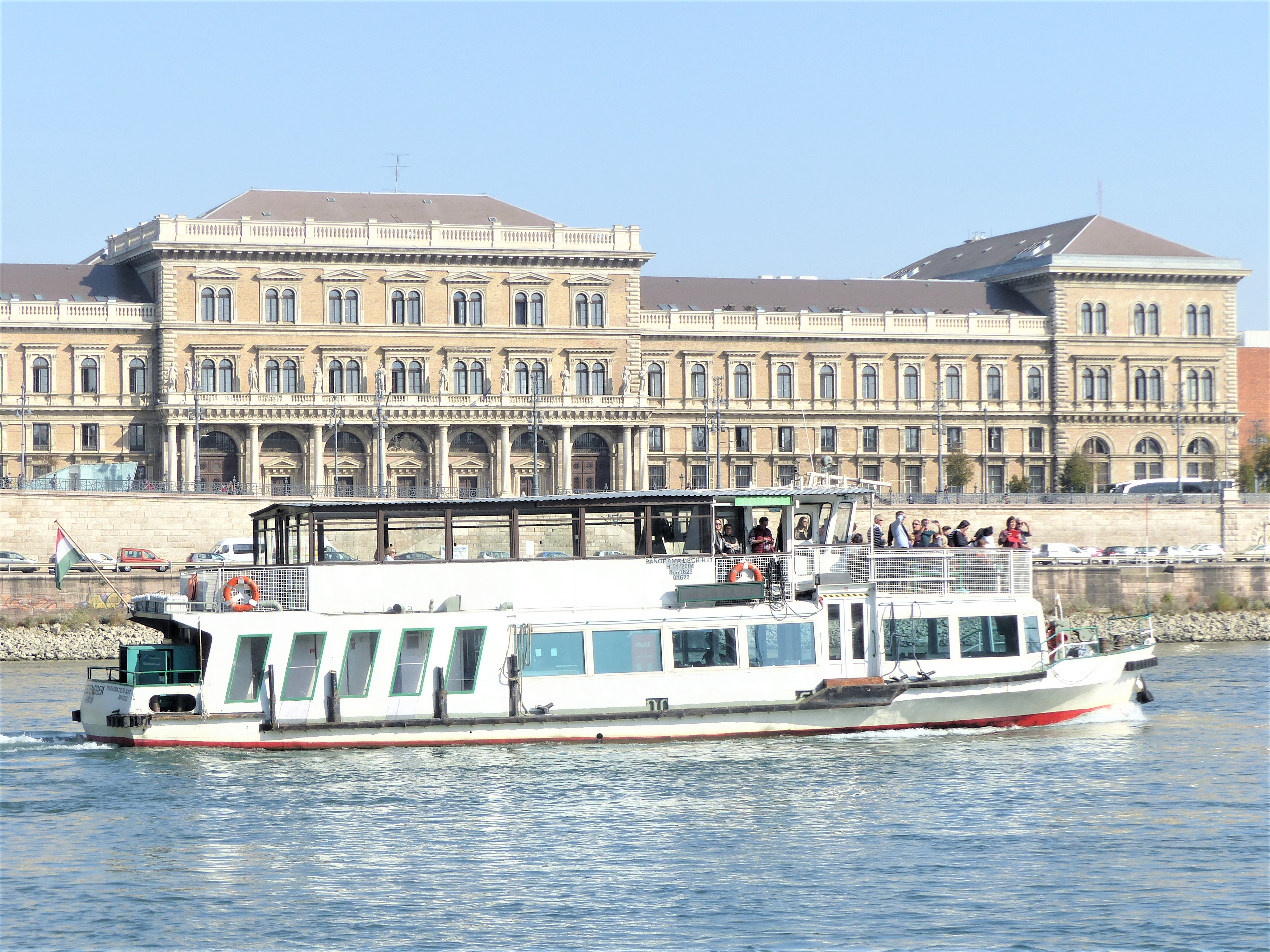
Szentendre II.
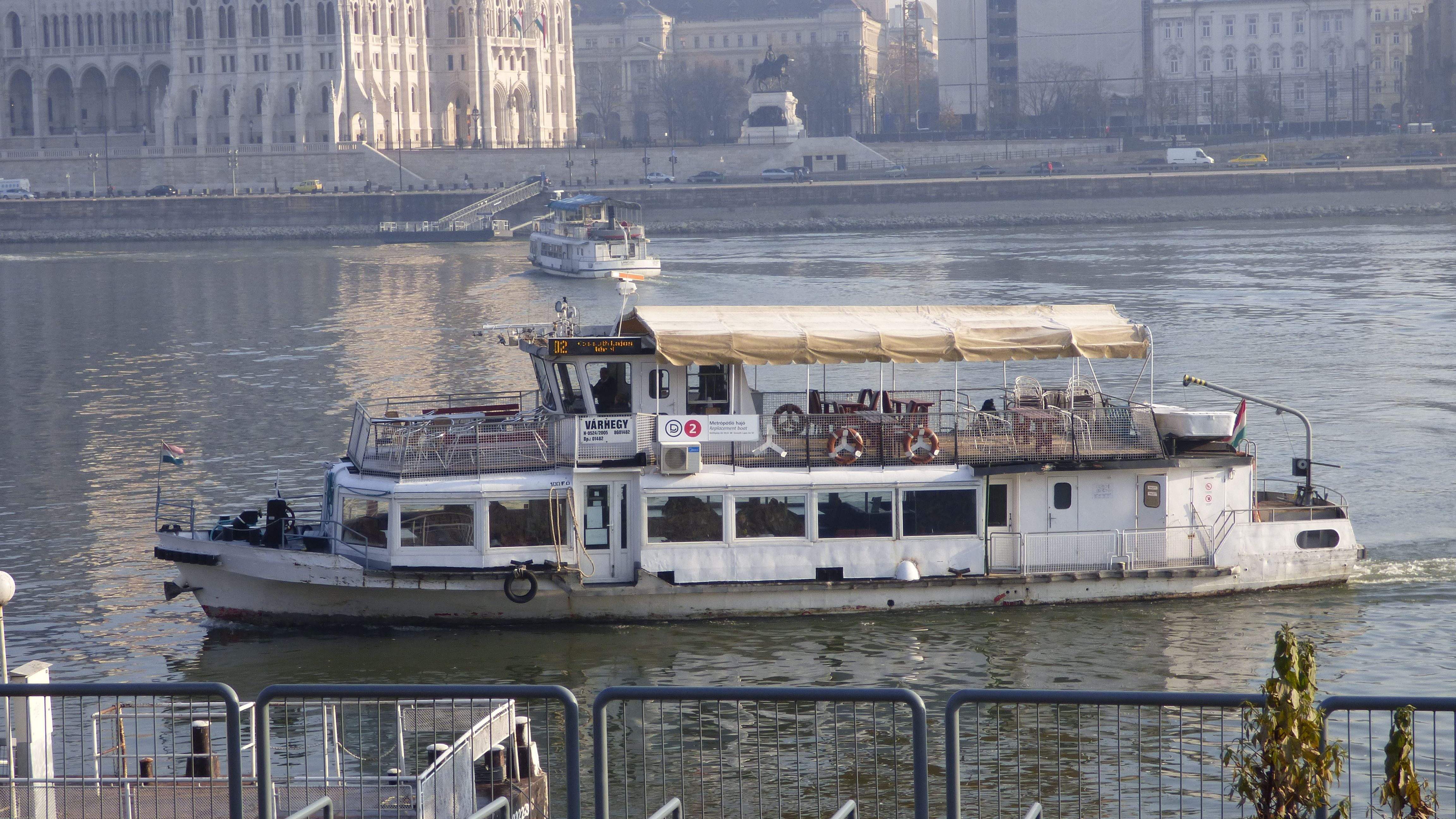
Várhegy
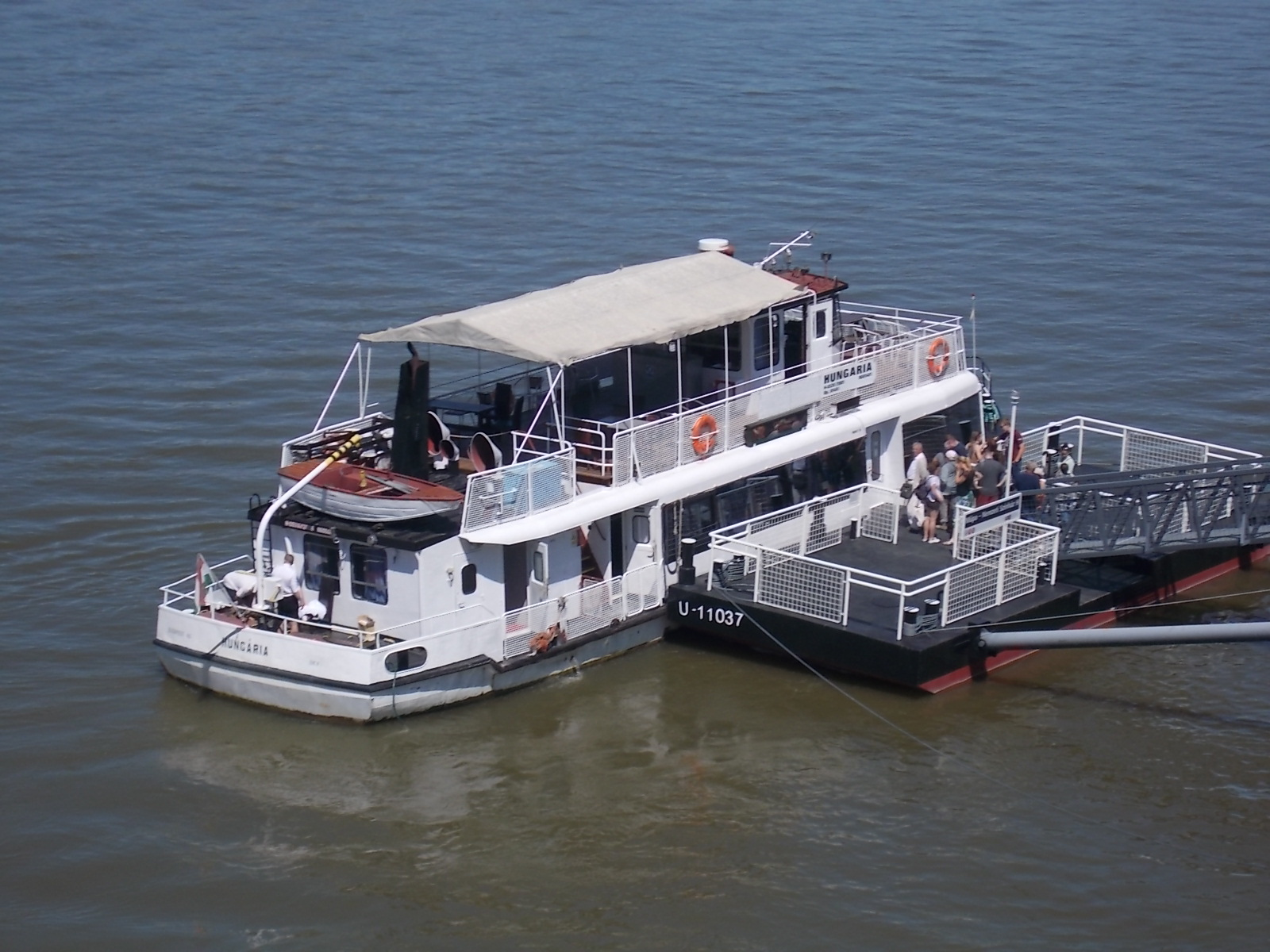
Hungária, 2017
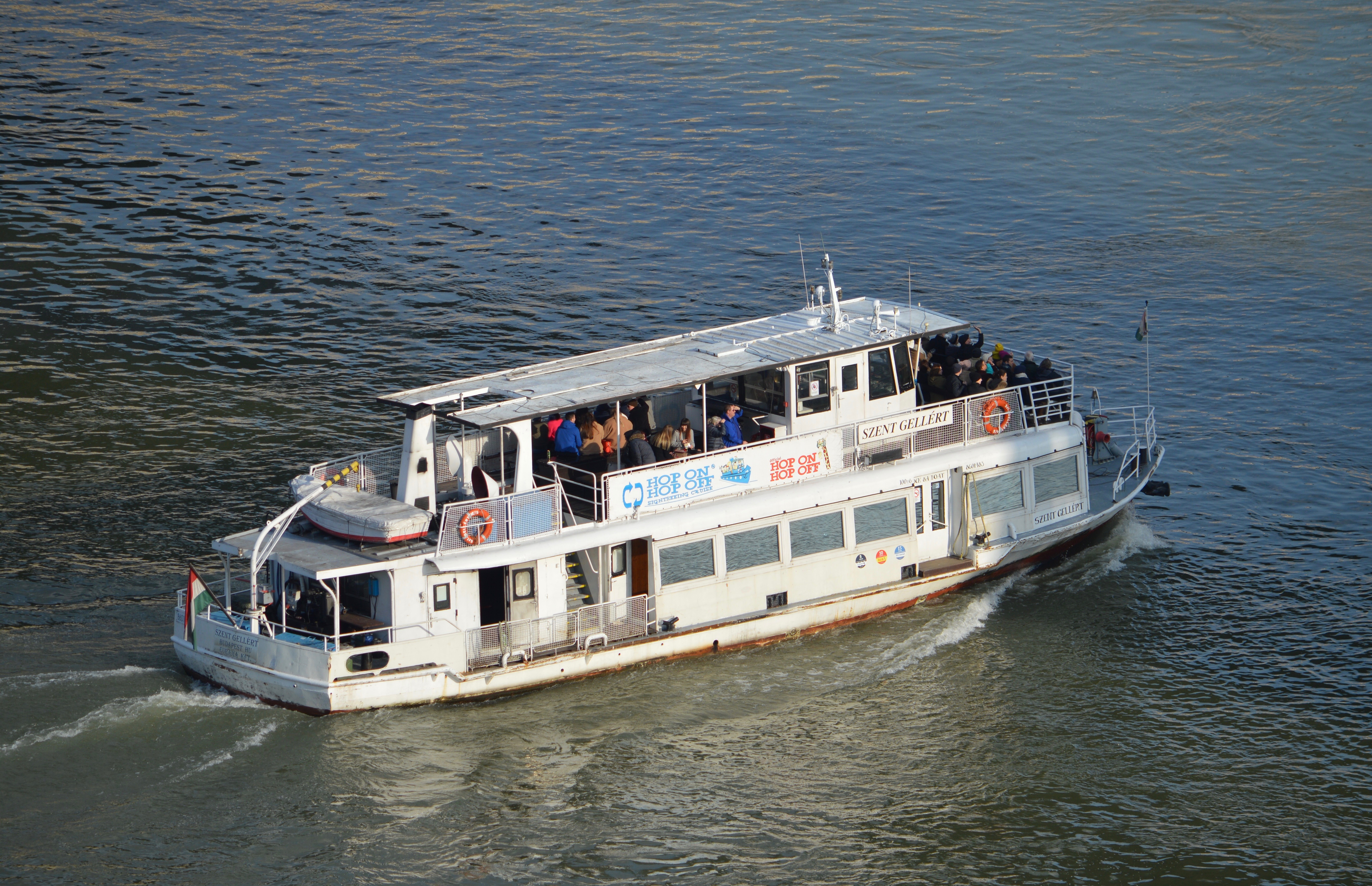
Szent Gellért, 2019
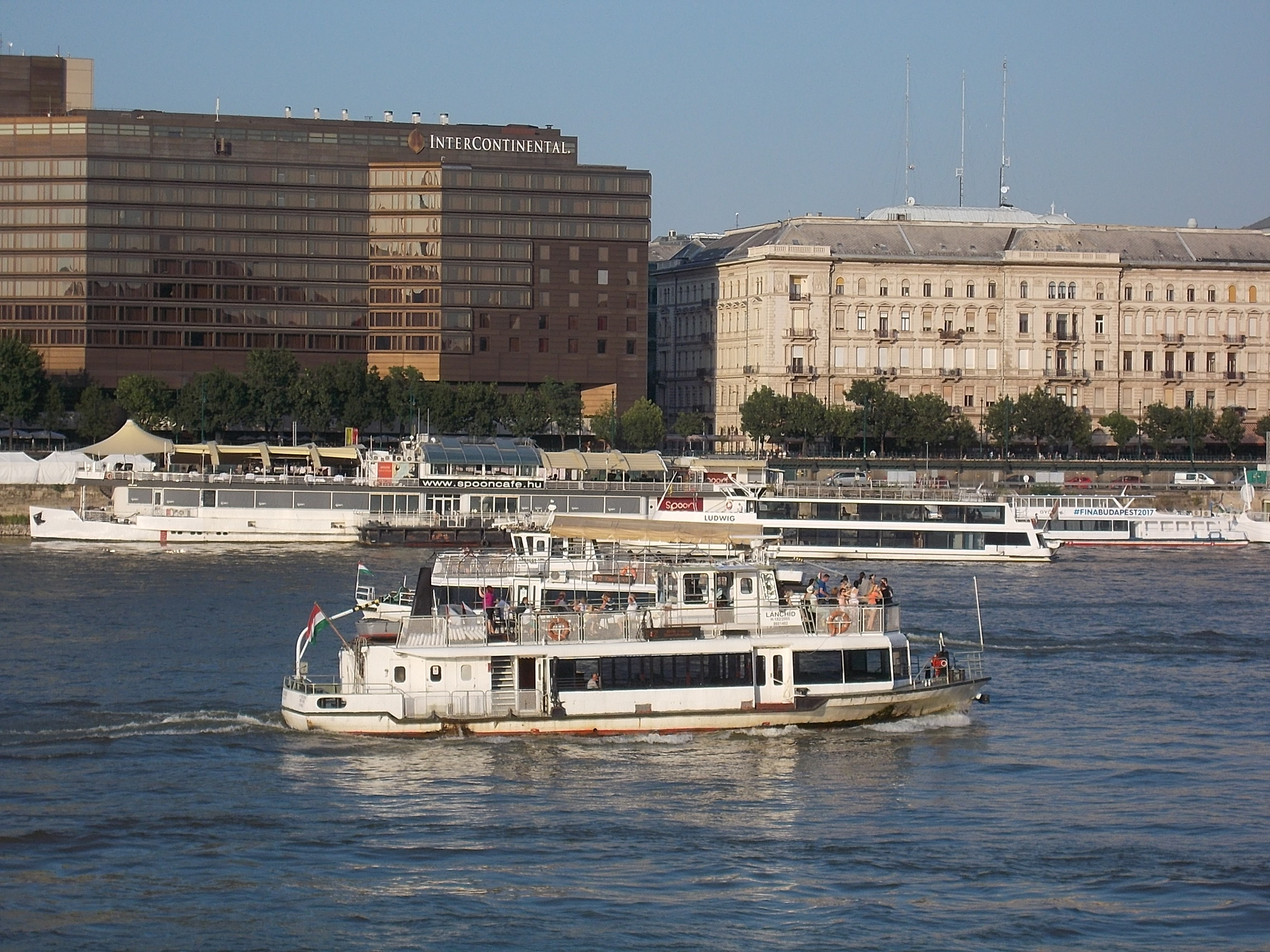
Lánchíd, 2017
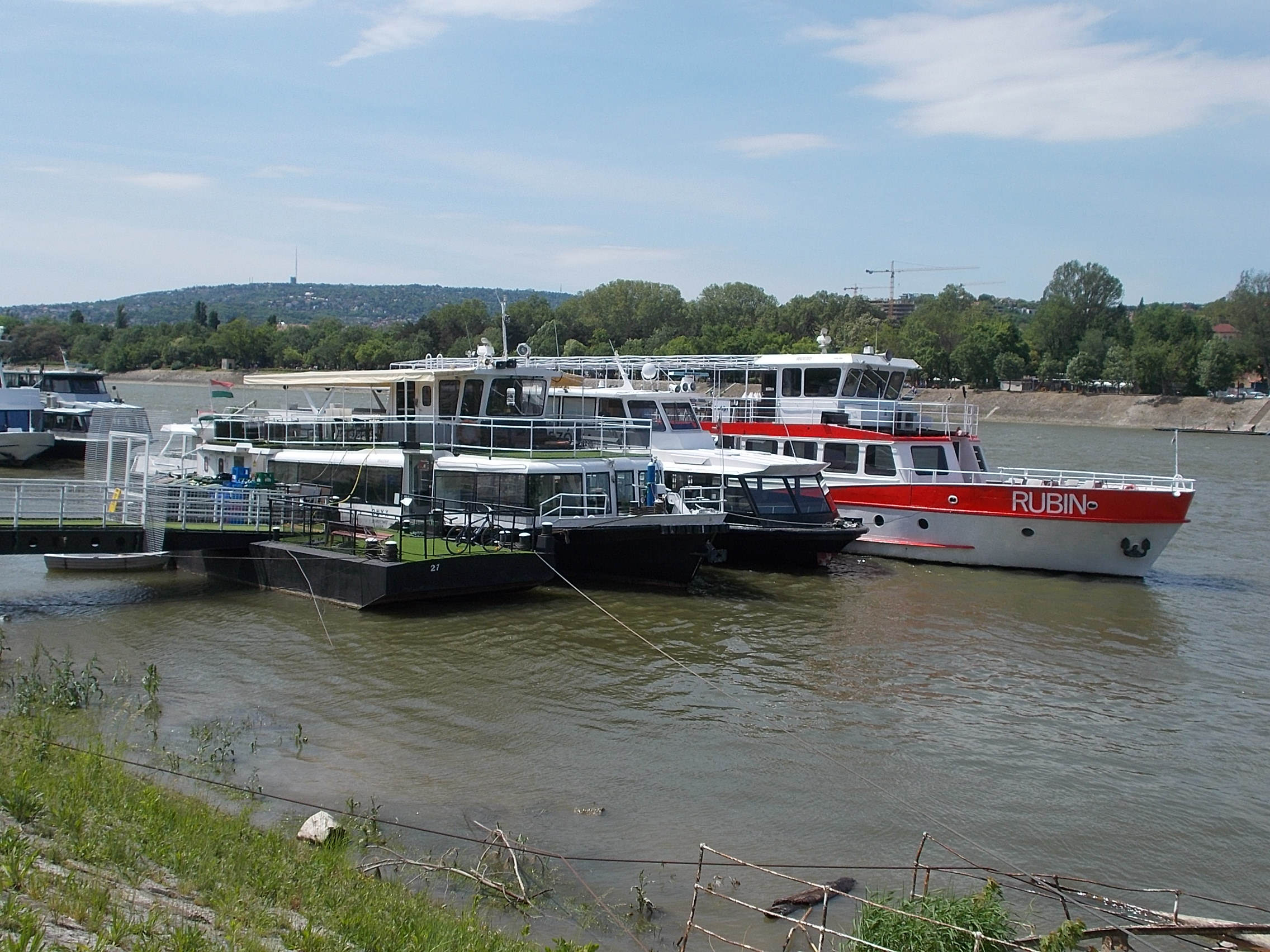
Jobbról balra: Rubin, Rapszódia és Onyx hajók, 2018, Újlipótváros